# Gliese 876 e
Gliese 876 e – planeta pozasłoneczna krążąca wokół gwiazdy Gliese 876, najdalsza z czterech znanych w tym układzie planetarnym.
Istnienie tej planety stwierdzono za pomocą metody dopplerowskiej, dzięki analizie zmian prędkości radialnej gwiazdy. Planeta ma masę podobną do Urana w Układzie Słonecznym. Krąży ona po prawie kołowej orbicie z okresem obiegu 125 dni. Odkrycie czwartej planety pozwoliło odkryć, że w tym układzie planetarnym występuje rezonans orbitalny 1:2:4 pomiędzy zewnętrznymi planetami Gliese 876 c, d i e; rezonans ten sprawia, że układ jest stabilny w długim okresie. Podobny potrójny rezonans był wcześniej znany tylko pomiędzy księżycami galileuszowymi krążącymi wokół Jowisza, ale w odróżnieniu od nich w systemie Gl 876 dochodzi do potrójnych koniunkcji.